# Kennedy (Bogotá)
Kennedy es la localidad número 8 del Distrito Capital de Bogotá, capital de Colombia. Se encuentra ubicada al suroccidente de la ciudad. Es la segunda localidad más poblada de Bogotá, con aproximadamente 1.230.539 habitantes.

## Toponimia
Hasta 1964 se llamó Ciudad Techo, nombre cambiado por Ciudad Kennedy en honor al presidente estadounidense John F. Kennedy asesinado en 1963.
En 1967 el Concejo de Bogotá ratificó el cambio de nombre. A partir de este proyecto se inició el proceso de urbanización de la localidad.

## Geografía
La localidad de Kennedy tiene casi su territorio urbanizado destacando buena parte de él de forma planeada desde sus inicios (sin desconocer los barrios de origen informal) aunque queda un remanente rural en torno a la Zona de Manejo de Protección Ambiental del Río Bogotá. 
- Altitud media: 2550 m.s.n.m

Extensión:  3.872 hectáreas (4,5% del área total de la ciudad).

### Hidrología
La localidad de Kennedy está compuesta de los ríos Fucha y Tunjuelo, que desembocan en el Bogotá. También integran otros cuerpos como el lago Timiza y los humedales Techo, La Vaca y el El Burro.
En cuanto a los canales de agua, se destacan Tintal III, Calle 38 sur, Américas, Castilla y La Magdalena, conectados al Canal Cundinamarca. 

### Límites
Kennedy se delimita con las localidades vecinas de Bogotá excepto su parte noroccidental, con el municipio cundinamarqués de Mosquera.
| Noroeste: Mosquera (Río Bogotá Vereda San Francisco)                                 | Norte: Localidad de Fontibón (UPZ Zona Franca Río Fucha) | Nordeste: Localidad de Fontibón (UPZ Granjas de Techo Río Fucha y Avenida Calle 13) |
| Oeste: Localidad de Bosa (UPZ El Porvenir y Bosa Occidental Calle y Diagonal 49 Sur) |                                                          | Este: Localidad de Puente Aranda (UPZ homónima, San Rafael y Muzú Avenida 68)       |
| Suroeste: Localidad de Bosa (UPZ Bosa Central Río Tunjuelo)                          | Sur: Localidad de Bosa (UPZ El Apogeo Río Tunjuelo)      | Sureste: Localidad de Tunjuelito (UPZ Venecia Avenida NQS)                          |

## Historia

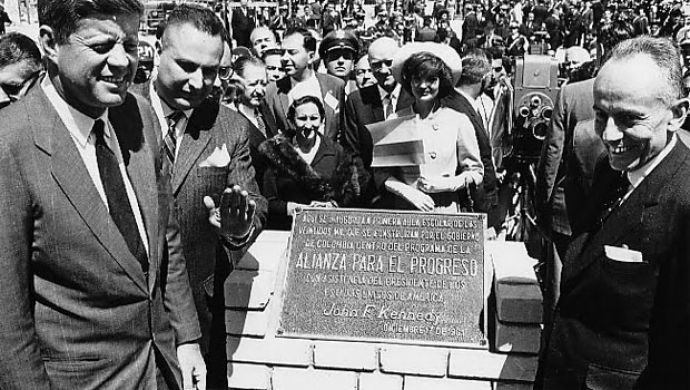
Alianza para el Progreso

El territorio poblado por los indígenas muiscas en el siglo XVI, fue dividido en haciendas durante el período colonial y parte del período republicano hasta la década de 1930 del siglo XX, cuando se iniciaron los primeros asentamientos urbanos.  Desde final del siglo 19 hasta 1972, gran parte del territorio pertenecía por entonces al municipio de Bosa y la restante parte nororiental aledaño al río Fucha era de Fontibón.
En su territorio estaba el Aeropuerto de Techo cerrado en 1959, debido a que se puso en funcionamiento el Aeropuerto Internacional El Dorado.
Durante los primeros días de abril de 1948 se desarrolló la Conferencia Panamericana en Bogotá, y en su conmemoración se construyeron la Avenida de Las Américas y el Monumento a las Banderas. Los delegados de las naciones del continente arribaron por el aeropuerto de Techo, al occidente de la ciudad, muy cerca de lo que posteriormente se conoció como Ciudad Kennedy.  
También en 1948 se estableció la planta cervecera de Bavaria en la Avenida Boyacá entre la Avenida Guayacanes y la Avenida de las Américas, que funcionó hasta el 30 de junio de 2010 y posteriormente se trasladó a la antigua planta de Cervecería Leona en Tocancipá. En 1961, se emprendió la urbanización por medio del Instituto de Crédito Territorial, gracias a los créditos de la Alianza para el Progreso programa del presidente de los Estados Unidos John F. Kennedy, quien realizó una visita a Bogotá en diciembre de ese año.  Hasta 1963 se llamó Ciudad Techo, nombre cambiado por Ciudad Kennedy en honor al asesinado presidente. 
Hacia el sur y occidente de Ciudad Kennedy se desarrollaron barrios por autoconstrucción, entre ellos El Carmelo, Britalia, Villa Anita y Class Roma, la mayoría sin el debido proceso de legalización. Casa Blanca surge como un proyecto privado de vivienda y se presenta en forma parecida al de Ciudad Kennedy.
En 1971, se creó la Alcaldía Local y posteriormente la central mayorista Corporación de Abastos de Bogotá (Corabastos) que dinamiza el poblamiento de los sectores de Patio Bonito y de los barrios El Amparo y Nuestra Señora de La Paz. En torno a esta central se desarrolla una dinámica importante de empleo informal y de rebusque, así como de reciclaje, todo ello junto a grandes bodegas.
En 1981, el sector de Patio Bonito recibió el primer relleno sanitario de la ciudad (Gibraltar); cerrado posteriormente a causa del impacto ambiental negativo producido por la falta de tecnología en su manejo.
Kennedy fue elevada a localidad, mediante el Acuerdo 2 de 1992. La Localidad de Kennedy ha contado y cuenta hoy con variados comités de participación en salud, cultura, educación; de hecho, en la localidad se realizó el único cabildo juvenil que se ha llevado a cabo en la ciudad. Este se organizó en 1993.
También se han adelantado varios paros como el de diciembre de 1995, en el que los habitantes de los sectores de Patio Bonito y el Tintal Central bloquearon el acceso a Corabastos, reclamando los servicios públicos domiciliarios, ser tenidos en cuenta en el plan de desarrollo local y el mejoramiento de las vías de acceso.
En 2002 fue fundada la Biblioteca Pública El Tintal Manuel Zapata Olivella. En 2003 empieza el servicio del Portal Américas.
Entre 2021 y 2023 se construyó la nueva sede de la Alcaldía Local, ubicada en la transversal 78 K # 41 A – 04 Sur, una obra que tuvo una inversión de $ 54.000 de pesos y un área de construcción de 10.426 metros cuadrados. En este mismo espacio se ubica la Junta Administradora Local (JAL). La alcaldesa local actual es Karla Tathyanna Marín Ospina, quien está en el cargo desde el 18 de julio de 2024.

## Política local

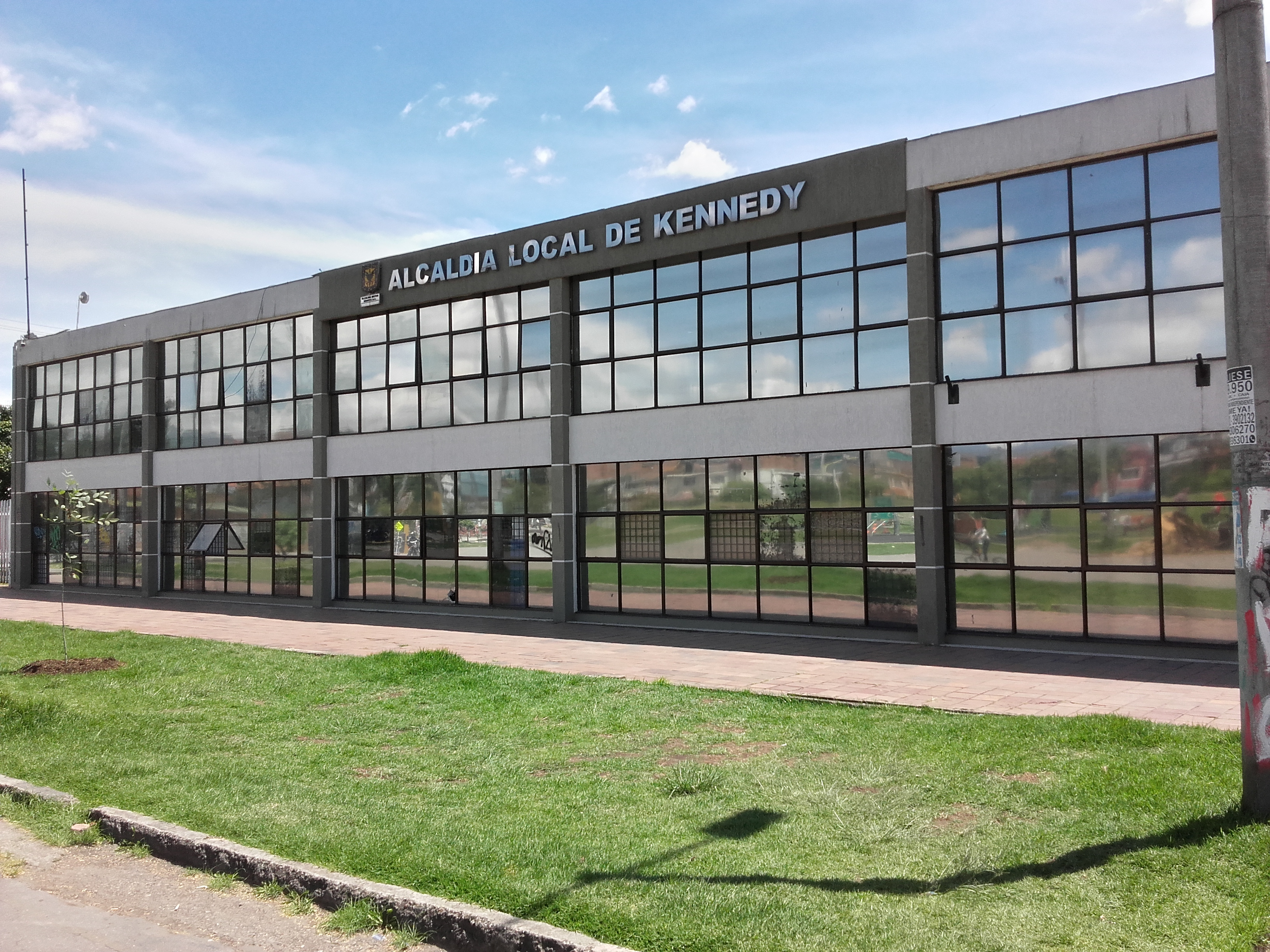
Alcaldía local

El gobierno local se compone de la Junta Administradora Local y el Alcalde local (designado mediante terna por el Alcalde Mayor). Al ser parte del Distrito Capital, todas las entidades y corporaciones de orden distrital tienen jurisdicción en la localidad. 
Entre 2021 y 2023 se construyó la nueva sede de la Alcaldía Local, ubicada en la transversal 78 K # 41 A – 04 Sur, una obra que tuvo una inversión de $ 54.000 de pesos y un área de construcción de 10.426 metros cuadrados. En este mismo espacio se ubica la Junta Administradora Local (JAL). La alcaldesa local actual es Karla Tathyanna Marín Ospina, quien está en el cargo desde el 18 de julio de 2024
| Partido            | Partido | Escaños |
| ------------------ | ------- | ------- |
|                    | PH      | 3/11    |
|                    | PL      | 2/11    |
|                    | NL/EM   | 2/11    |
|                    | AV      | 2/11    |
| Centro Democrático | CD      | 1/11    |
|                    | CR/M    | 1/11    |
|                    |         |         |

## Geografía Humana

### Organización Territorial
La localidad de Kennedy está conformada por 5 Unidades de Planeamiento Local (UPL) A su vez, estas unidades están divididas en barrios, como vemos aquí. La estratificación socio-economómica de esta localidad va del estrato dos al cuatro, es decir, familias con ingresos económicos desde el nivel medio bajo (38.97%), pasando por el nivel medio (57.86%), hasta el medio alto (3.17%). Esta localidad está compuesta por 488 barrios. 
| UPL | Barrios |
| --- | --- |
| Tintal | Aloha Norte, Agrupación de Vivienda Pio XII, Andalucía I y II, Bavaria Techo II, Bosques de Castilla, Castilla La Nueva, Castilla Los Mandriles, Castilla Real, Castilla Reservado, Catania, Catania-Castilla, Ciudad Don Bosco, Ciudad Favidi, Ciudad Techo, El Castillo, El Condado, El Portal de las Américas, El Rincón de Castilla, El Rincón de Los Ángeles, El Tintal, El Vergel, Lagos de Castilla, Las Dos Avenidas I y II Etapa, Monterrey, Multifamiliares El Ferrol, Osorio, Oviedo, Pio XII, San José Occidental, Santa Catalina I y II, Valladolid, Villa Alsacia, Villa Castilla, Villa Galante, Villa Liliana, Villa Mariana y Visión de Colombia. |
| Kennedy | Agrupación Pío X, Agrupación Multifamiliar Villa Emilia, Alférez Real, Américas Central, Américas Occidental I, II Y III Etapa, Antiguo Hipódromo de Techo II Etapa, Banderas, Carvajal II Sector, Centroaméricas, Ciudad Kennedy, El Rincón de Mandalay, Floresta Sur, Fundadores, Glorieta de las Américas, Hipotecho, Igualdad I y II, La Llanura, Las Américas, Los Sauces, Mandalay, Marsella III, Nueva Marsella I, II y III, Provivienda Oriental, Santa Rosa de Carvajal, Villa Adriana y Villa Claudia. |
| Kennedy | Alquería de la Fragua, Bombay, Carimagua I, Carvajal, Carvajal Osorio, Carvajal Techo, Condado El Rey, Delicias, Desarrollo Nueva York, El Pencil, El Progreso I y II, El Triángulo, Floralia I y II, Gerona, Guadalupe, La Chucua, Las Torres, Los Cristales, Lucerna, Milenta, Nueva York, Provivienda, Provivienda Occidental, Salvador Allende, San Andrés I y II, Talavera de la Reina, Tayrona Comercial, Valencia-La Chucua y Villa Nueva. |
| Kennedy | Abraham Lincoln, Casablanca I, II, III y IV, Casablanca 32 y 33, Ciudad Kennedy Central, Ciudad Kennedy Norte, Ciudad Kennedy Occidental, Ciudad Kennedy Oriental, Ciudad Kennedy Sur, El Descanso, Francisco José de Caldas, La Giraldilla, Miraflores Kennedy, Multifamiliar Techo, Nuevo Kennedy, Pastrana y Techo |
| Bosa (Oeste de la Avenida Villavicencio) Kennedy (Este de la Avenida Villavicencio)                                       | Alameda de Timiza, Alfonso Montaña, Berlín, Boitá I y II, Casa Loma, Catalina, Catalina II, El Comité, El Jordán, El Palenque, El Porvenir, El Rubí, Jacqueline, Juan Pablo I, La Cecilia, La Unidad, Lago Timiza I y II Etapa, Las Luces, Moravia II, Nuevo Timiza, Onasis, Pastrana, Pastranita II, Perpetuo Socorro, Prados de Kennedy, Roma, Roma II, Sagrado Corazón, San Martín de Porres, Santa Catalina, Timiza, Tonoli, Tocarema, Tundama, Vasconia II, Villa de los Sauces y Villa Rica. |
| Tintal | El Tintal, Santa Paz-Santa Elvira y Vereda El Tintal. |
| Patio Bonito (Oeste) Tintal (Este)                                                                                        | Urbanización Unir Uno (Predio Calandaima), Calandaima, Conjunto Residencial Prados de castilla I, II y III, Conjunto Residencial Gerona del Tintal, Galán, Osorio, Santa Fe del Tintal, Tintalá, Ciudadela Tierra Buena, Ciudadela Primavera. |
| Patio Bonito | Cayetano Cañizares, Chucua de la Vaca, El Amparo, El Llantito, El Olivo, El Saucedal, La Concordia, La Esperanza, La María, Llano Grande, María Paz, Pinar del Río, San Carlos, Villa de la Loma, Villa de la Torre, Villa Emilia y Vista Hermosa. |
| Edén | Alfonso López Michelsen, Britalita, Calarcá I y II, Casablanca Sur, Class, El Almenar, El Carmelo, Gran Britalia, La Esperanza, La María, Pastranita, Santa María de Kennedy, Vegas de Santa Ana, Villa Andrea, Villa Anita, Villa Nelly, Villa Zarzamora y Villas de Kennedy. |
| Patio Bonito | Altamar, Avenida Cundinamarca, Barranquillita, Bellavista, Campo Hermoso, Ciudad de Cali, Ciudad Galán, Ciudad Granada, Dindalito, El Paraíso, El Patio, El Rosario, El Saucedal, El Triunfo, Horizonte Occidente, Jazmín Occidental, La Rivera, Las Acacias, Las Brisas, Las Palmeras, Los Almendros, Palmitas, Patio Bonito I II III y IV, Puente La Vega, San Dionisio, San Marino, Santa Mónica, Sumapaz, Tayrona, Tierra Buena. Tintalito I y II, Tocarema, Villa Alexandra, Villa Andrés, Villa Hermosa y Villa Mendoza. |
| Porvenir (Norte entre Calle 49 Sur hasta Avenida Villavicencio) Edén (Sur entre Calle 49 Sur hasta Avenida Villavicencio) | Las Margaritas, Osorio XI y XII, Portal Américas. |
| Tintal | Aloha, Alsacia, Áticos de las Américas, Cooperativa de Suboficiales, El Condado de la Paz, Los Pinos de Marsella, Lusitania, Marsella, Nuestra Señora de La Paz, San José Occidental, Unidad Oviedo, Urbanización Bavaria y Ciudad Alsacia. |

## Movilidad

### Vías principales
| Avenida                   | Trazado                                                                   | Ciclovías                                                                                   |
| ------------------------- | ------------------------------------------------------------------------- | ------------------------------------------------------------------------------------------- |
| Primero de Mayo           | Desde la Avenida 68 hasta la Carrera 81J                                  | Si, desde Hospital de Kennedy hasta Avenida Agoberto Mejía                                  |
| Villavicencio             | Desde Autopista Sur hasta Avenida Tintal                                  | Si, En dos carriles desde Autosur hasta la Primero de Mayo y un carril hasta Avenida Tintal |
| Carrera 68                | Desde Avenida Calle 13 hasta Autosur                                      | No, incorporada para construcción de la Troncal de Transmilenio                             |
| Boyacá                    | Desde Autosur hasta el río Fucha                                          | Si                                                                                          |
| Avenida Ciudad de Cali    | Desde Río Fucha hasta la Calle 49 Sur]                                    | Si                                                                                          |
| Avenida de Las Américas   | Desde Avenida 68 hasta Agoberto Mejía (Corabastos)                        | Si                                                                                          |
| Agoberto Mejía            | Desde Río Fucha hasta el Río Tunjuelo                                     | Si, desde Corabastos hasta el río Tunjuelo                                                  |
| Manuel Cepeda Vargas      | Desde Avenida de las Américas hasta la Longitudinal de Occidente          | Si, desde Avenida Américas hasta la Avenida Ciudad de Cali                                  |
| Los Muiscas               | Desde Avenida Agoberto Mejía (Abastos) hasta la Longitudinal de Occidente | No                                                                                          |
| Longitudinal de Occidente | Desde Río Fucha hasta la Calle 49 Sur                                     | No                                                                                          |
| El Tintal                 | Desde la Avenida Alsacia hasta la Calle 49 Sur                            | Si, desde Canal Américas hasta la Calle 49 Sur                                              |
| Alsacia                   | Desde la Avenida Constitución hasta la Avenida Tintal                     | Si                                                                                          |
| Poporo Quimbaya           | Desde Avenida Primero de Mayo hasta la Boyacá                             | Si, Desde Avenida Primero de Mayo hasta Carrera 72J                                         |
| Las Torres                | Calle 45 Sur hasta el río Tunjuelo                                        | No                                                                                          |
| Constitución              | Desde Avenida Alsacia hasta Calle 17                                      | Sí                                                                                          |
| Calle 17                  | Desde Avenida 68 hasta Carrera 71 Bis                                     | No                                                                                          |
| Autopista Sur             | Desde Avenida 68 hasta Río Tunjuelo                                       | Si                                                                                          |

Se incluye como ciclovía Alameda El Porvenir, en el tramo entre el río Fucha hasta la Calle 49 Sur

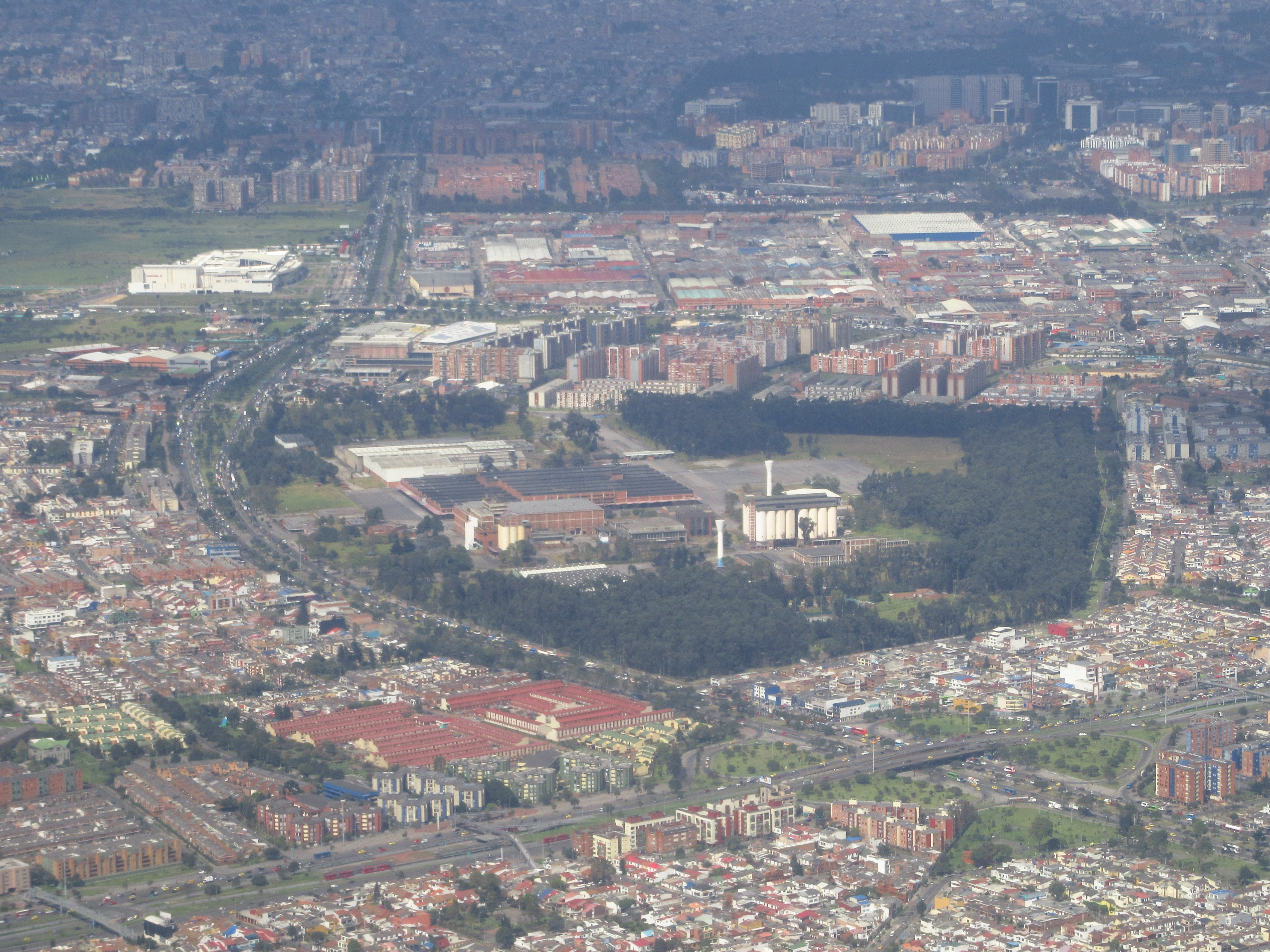
Avenida Boyacá, Antigua Cervecería Bavaria Localidad de Kennedy

### Transporte público
El sistema de transporte masivo TransMilenio, accede a Kennedy a través de las avenidas de Las Américas y la Avenida Ciudad de Cali. La línea F del sistema cuenta con las estaciones Marsella, Américas - Avenida Boyacá, Mandalay, Banderas, Transversal 86, Biblioteca Tintal, Patio Bonito y el Portal Américas. Además de contar con 2 portales de TransMilenio los cuales son; Portal Américas y Portal Banderas Tanto la estación de Banderas, como el Portal Américas y el Portal Sur, ofrecen las rutas alimentadoras. 
En el marco del Sistema Integrado de Transporte Público, la localidad de Kennedy queda dividida en tres zonas: 
- Desde el límite de la localidad hasta la Avenida de Las Américas es la zona 7 Tintal - Zona Franca,
- Desde la Avenida de las Américas hasta la Avenida Primero de Mayo es la zona 8 Kennedy.
- Desde la Avenida Primero de Mayo hasta el Límite Sur de la localidad, es la zona 9 Bosa.

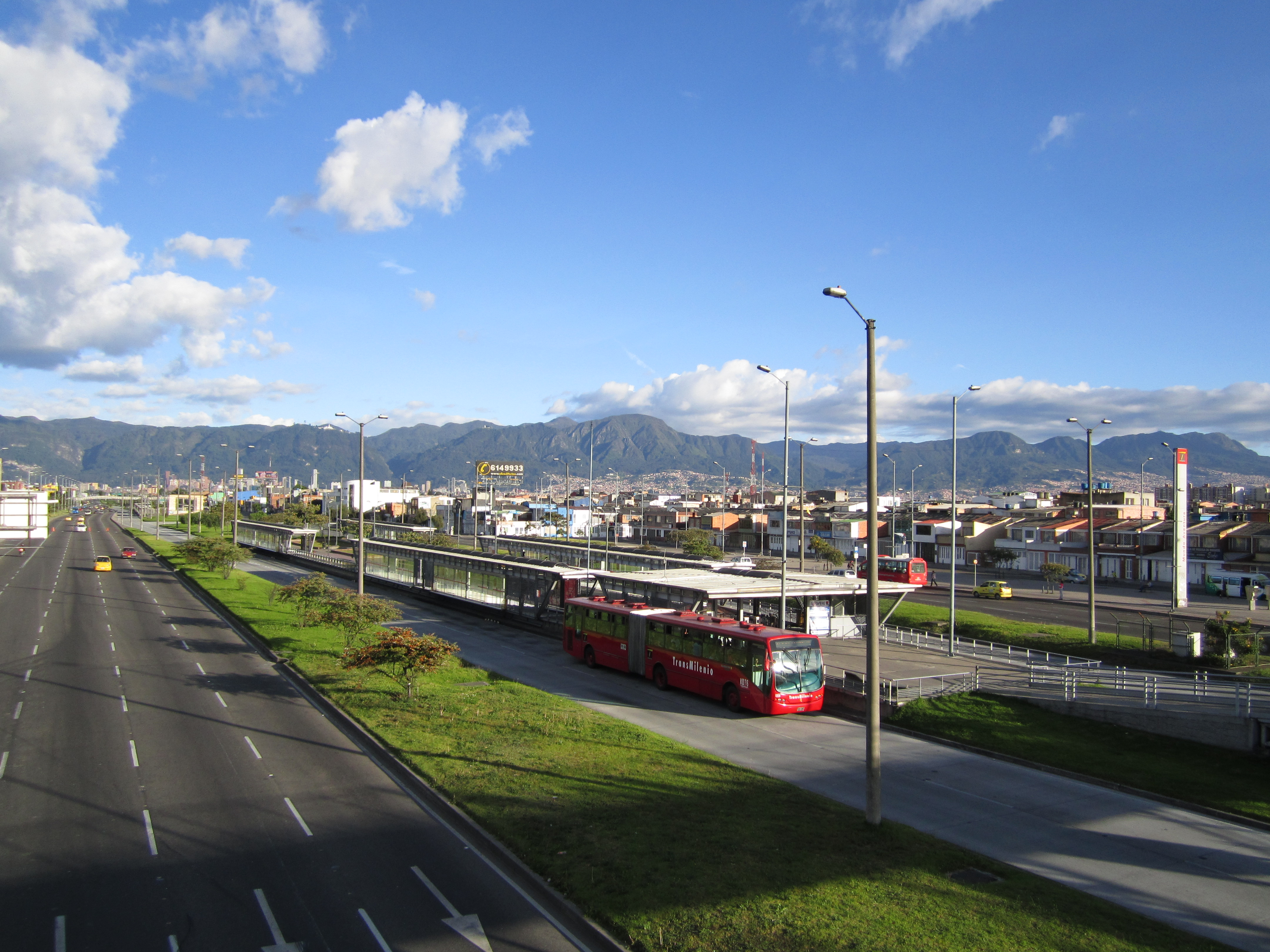
Estación Américas-Avenida Boyacá

## Economía
Los sectores económicos en los que se encuentra el mayor número de empresas de la localidad Kennedy son: comercio, industria, servicios inmobiliarios, empresariales y de alquiler, transporte, almacenamiento y comunicaciones, y hoteles y restaurantes.
- Central de Corabastos

- Centro Comercial Tintal Plaza
- Zona Bancaria de Kennedy Central
- Centro Comercial Plaza de Las Américas
- Éxito de las Américas
- Easy de las Américas
- Centro Comercial Milenio  Plaza
- Centro Comercial El Edén
- Tiendas Y Locales En La Zona Central

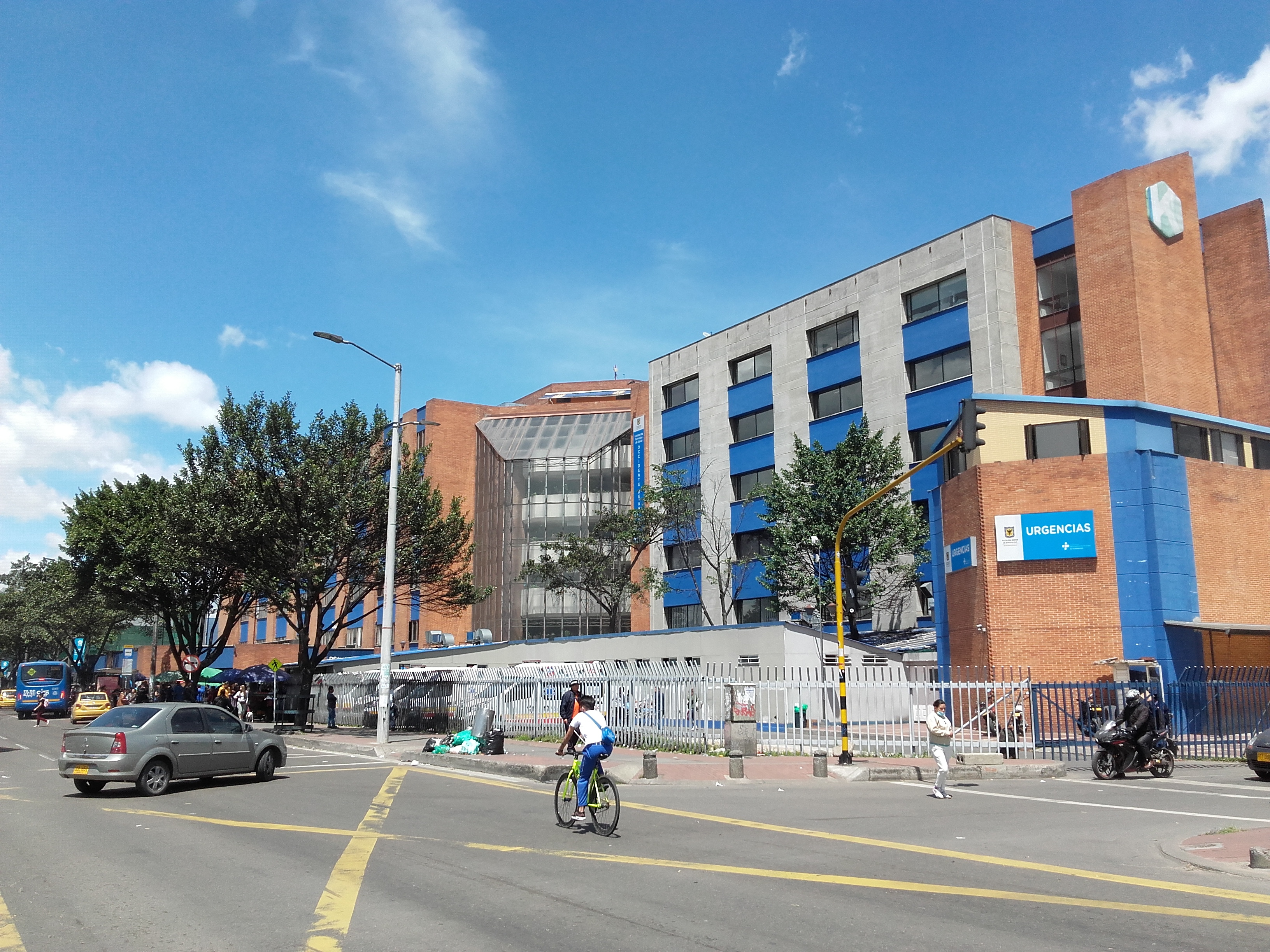
Hospital de Kennedy

## Servicios públicos
Educación
- Kennedy cuenta con 293 sedes de colegios.[11][12][13][14][15]

- Sede Universidad Pública de Kennedy

- Universidad Uniagustianiana

Salud
- Hospital de Kennedy
- Hospital del Sur
- Clínica De Occidente
- Clínica Kennedy
- Clínica Nuestra Señora de la Paz
- Clínica Mandalay
- Clínica Pediátrica Laura Alejandra

Seguridad
- Estación de Bomberos de Kennedy

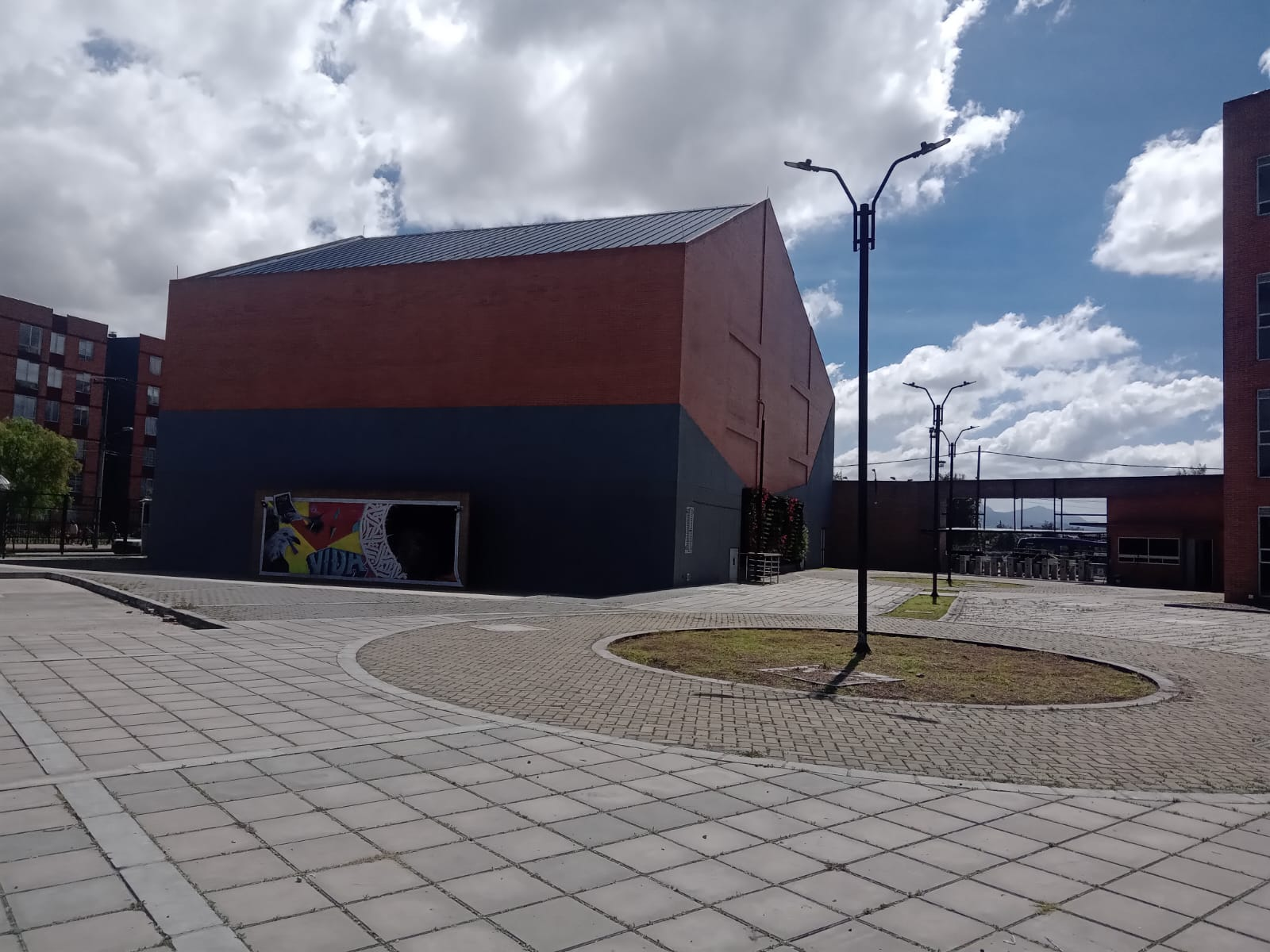
Sede Universidad Pública de Kennedy

- 15 Centros de Atención e Información Inmediata de prevención del Delito-CAI

## Cultura

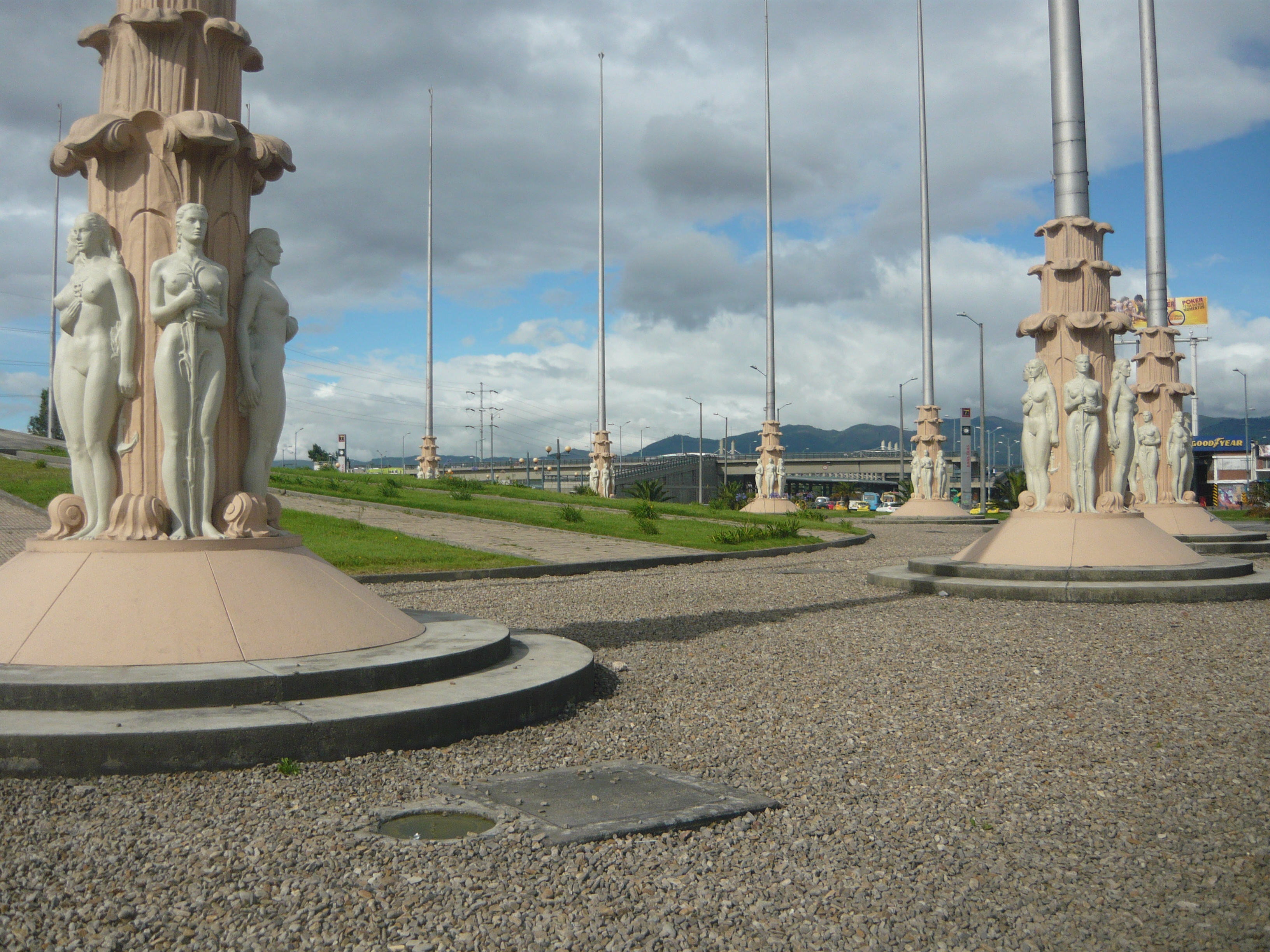
Monumento a Las Banderas.

- Biblioteca Pública El Tintal Manuel Zapata Olivella[16][17]
- Biblioteca Pública Lago Timiza[18]
- Monumento A Las Banderas
- La Primera Casa, Entregada Por John F. Kennedy Durante Su Visita En 1961.[19]
- La Escultura De Sie La Diosa del Agua.
- Monumento a Manuel Cepeda
- Hacienda Tagaste
- Centro Cultural Espacios de Vida
- 6 Centros Culturales[20]
- Colectivo Techotiba, como un representante de los medios de comunicación alternativ , comunitaria y popular en la localidad[21]

### Organizaciones culturales y comunitarias
- Fundación Espacios de Vida: Trabaja para fortalecer programas que impulsen los talentos artísticos y los valores culturales, deportivos, recreativos, medio ambientales, de emprendimiento, fortalecimiento y productividad; que contribuyen a la construcción de la paz con niñas, niños, jóvenes, adultos, adultos mayores, personas en condiciones de discapacidad, mujeres cabeza de familia, madres comunitarias, grupos étnicos, indígenas, afrocolombianos, LGBTI, Rom, Personas privadas de la Libertad, Reinsertados y población en General hace más de 18 años.[22]
- Corporación Sihyta: Es una organización comunitaria que promueve el fortalecimiento de la cultura popular y el desarrollo sostenible mediante actividades principalmente enfocadas en la protección y el conocimiento del medio ambiente y del humedal El Burro.
- Colectivo Ardec: (Arte y Desarrollo Comunitario) Es una organización juvenil que promueve la reconstrucción del tejido social mediante el fomento de la música, el teatro y la danza.
- Colectivo Patria Grande Z8: Es una organización comunitaria enfocada en la construcción de una cultura de paz y de lazos de fraternidad comunitaria desde el arte gráfico, audiovisual y la cultura popular de la localidad.
- Colectivo Timiza: Es una organización juvenil que trabaja por el fortalecimiento de la cultura comunitaria, la protección del medio ambiente y la soberanía alimentaria por medio de la agricultura urbana y actividades artísticas.
- Rincón Cultural El Caracol: Es un proyecto social y cultural que promueve espacios de formación educativa, cursos preuniversitarios, cineclubes, charlas y lecturas comunitarias.
- Corporación Somo Bogotá (Promotores de bienestar social) promueve espacios de recreación,deporte y cultura con enfoque de derechos humanos.

### Festividades
- Festival Chucua La Vaca: Es un festival artístico y deportivo que nació en el año 2002 en la UPZ 80 Corabastos con el propósito de promover la protección del humedal Chucua La Vaca y fortalecer el tejido social de la comunidad.
- Kennedy Gospel: Es un festival a nivel localidad de tipo religioso, que promueve las artes musicales y escénicas en espacios al aire libre y gratuitos, es de libre inscripción y se realiza todos los años a mediados de año.

- Festival Talentos: Es un festival que presenta los talentos artísticos en las áreas de Música, Artes Plásticas, Teatro, Danza Urbana, Danza Folclórica y Ballet de niñas, niños y jóvenes de la localidad, se realiza en el sector de Patio Bonito en noviembre de cada año. lo organiza la Fundación Espacios de Vida.

- Carnaval de Patio Bonito: Es un Carnaval que nació en la década de los 90, gracias a la unión de diferentes líderes, madres comunitarias y jóvenes  del sector de Patio Bonito, que buscaron llamar la atención del estado frente a las necesidades que atravesaba el sector por medio de expresiones artísticas y culturales; se realiza en la Upz de Patio Bonito durante los meses de mayo a septiembre cada año. lo organiza la Fundación Escuela Cultural Común & Arte - FUCCA.

## Deporte y recreación
- Estadio Metropolitano de Techo

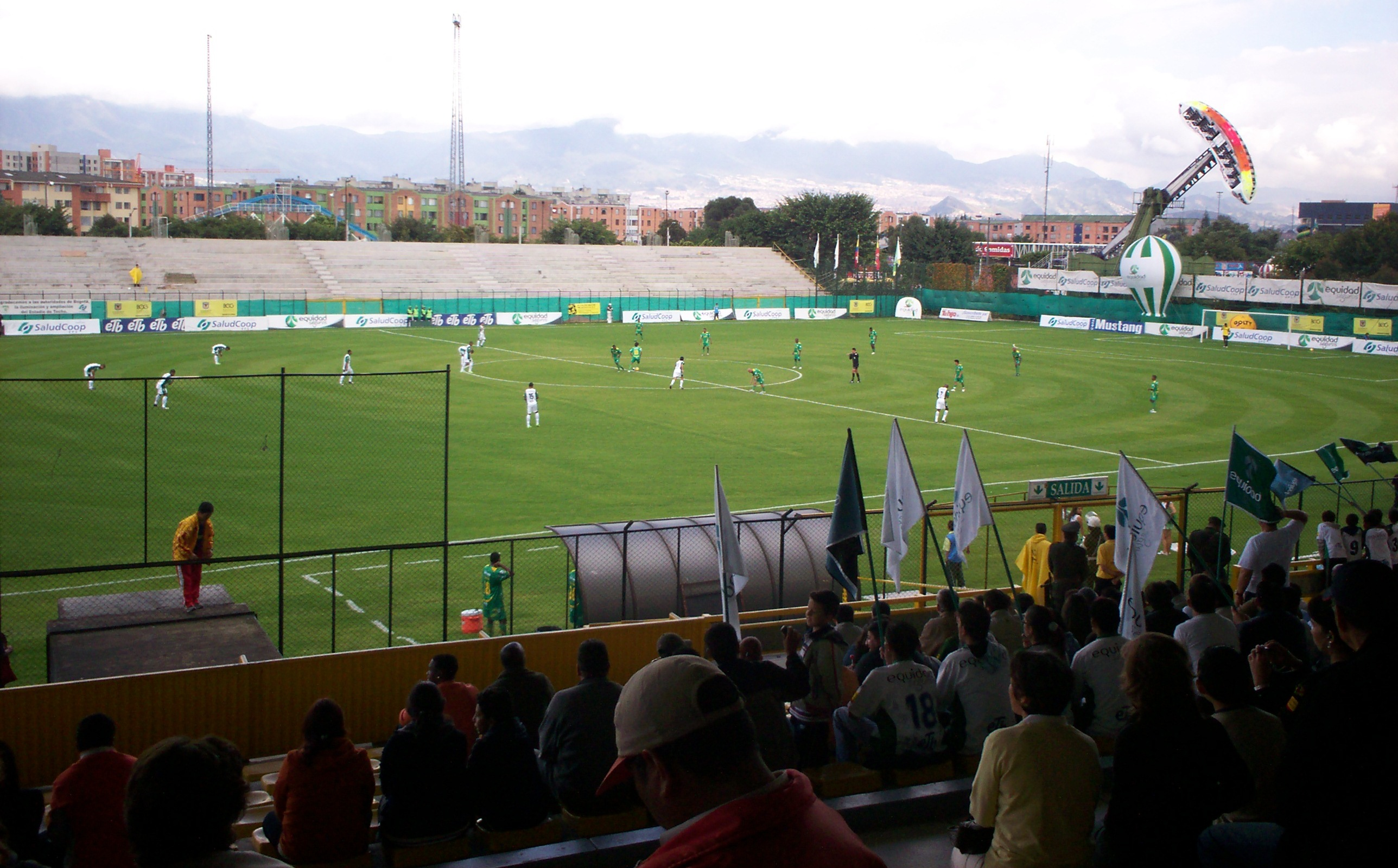
Estadio Metropolitano de Techo.

- Parque Metropolitano Cayetano Cañizares
- Parque Mundo Aventura
- Parque El Porvenir
- Parque Timiza
- Parque Biblioteca Tintal
- Skate Park El Japón

## Símbolos
La localidad Cuenta Con Bandera y Escudo:

### Bandera
La bandera está compuesta por tres franjas horizontales de igual tamaño en los colores Amarillo, blanco y Verde aproximadamente en los años 2000 fue adoptado.

### Himno
El 11 de diciembre de 2011, bajo un acuerdo local se adoptó el himno, titulándose "Himno de la localidad octava de Kennedy", compuesto por Enrique Augusto Córdoba Sirvientes. Con un ritmo de marcha y una tonalidad de Sol Mayor:
| CORO: Es orgullo kennedyano este suelo, que con sabia inteligencia el universo formó. Somos hijos de relucientes estrellas, noble estirpe de Aguazuque cuna muisca nos legó. (Bis) I Kennedy es linaje mundial, donde ondean banderas de la paz, y que fue Jhon que con su humanidad impartió la justicia social. Jacqueline, con gran genialidad forjó en nuestra sangre principios de identidad. (Bis) Kennedy, tu ser está en mí, mi vida la ofrezco por ti. Quiero hacer, de este un mejor país, lo sé, se puede conseguir. Y estar cerca de ti, desde el principio hasta el fin. (Bis) | II Y fue por nuestra gran liberación, que Rivas su vida ofrendó, intelecto Ancízar expresó, digno ejemplo a esta fiel generación. Con su don Mejía impulsó grandioso desarrollo para nuestra población. (Bis) Kennedy, tu ser está en mí, mi vida la ofrezco por ti. Quiero hacer, de este un mejor país, lo sé, se puede conseguir. Y estar cerca de ti, desde el principio hasta el fin. (Bis) |